# Alan Lightman
Alan Paige Lightman es un físico estadounidense, escritor, y emprendedor social. Se ha desempeñado en las facultades de Harvard e Instituto de Massachusetts de Tecnología (MIT)
y es actualmente profesor de la práctica de las humanidades en MIT. Es ampliamente conocido como el autor del éxito de ventas internacional   Los sueños de Einstein. Los sueños de Einstein se han adaptado a docenas de producciones teatrales independientes y es uno de los "libros comunes" más utilizados en los campus universitarios. . La novela de Lightman, The Diagnosis, fue finalista para el National Book Award.
Lightman fue el primer profesor en MIT en recibir una cita conjunta en ciencias y humanidades. Recibió cinco títulos honoríficos. También es el fundador de la Fundación Harpswell, una organización sin fines de lucro cuya misión es promover una nueva generación de mujeres líderes en el sudeste asiático.

## Principios
Lightman nació en una familia judía, de clase media alta, en Memphis, Tennessee, y creció allí durante los años cincuenta y sesenta, racialmente divididos e inflamados.
Su bisabuelo paterno, José, emigró de Hungría a los Estados Unidos en 1880 y se estableció en Nashville. Sin educación, "Papa Joe Lightman" comenzó una cantera de piedra y negocios de construcción y construyó algunos de los edificios públicos prominentes en Nashville. . El hijo de Papa Joe, MA, el abuelo paterno de Lightman, comenzó a comprar salas de cine en el sur en 1916, durante la era del cine mudo, y finalmente creó un circuito de cine que abarca media docena de estados del sur. M.A. era una figura más grande que la vida. A los cuarenta y tres años, nadó a través del río Misisipi. Durante varios años, fue presidente de Motion Picture Theatre Owners of America. También se dedicó a la acción cívica y, entre muchas otras actividades, fue presidente del Fondo de Bienestar Judío y director de recaudación de fondos para el Hospital de la Capilla Collins, completamente negro, en Memphis. La esposa de M.A., Celia, se graduó de la Universidad de Kentucky en Lexington y fue muy leída y tenía muchos libros en la casa. El abuelo materno de Lightman, David Garretson, abandonó la escuela en el octavo grado para mantener a su familia después de que su padre muriera a una edad temprana. David comenzó a barrer los pisos de Crescent Box Factory en Nueva Orleans y eventualmente se convirtió en propietario y presidente de la fábrica. . La esposa de David, Hattie Levy, era una intelectual y se graduó de Wellesley College en 1920.
El padre de Lightman, Richard, segundo hijo de M.A., tenía inclinaciones intelectuales y artísticas. Trabajó como empresario en el negocio del cine iniciado por su padre. A principios de la década de 1960, Richard desempeñó un papel clave en el movimiento por los derechos civiles al ser el primer propietario de una sala de cine en Memphis en integrar sus salas, solo el segundo negocio de cualquier tipo en hacerlo en esa ciudad fundamental. . La madre de Lightman, Jeanne, era profesora de baile de salón y también mecanógrafa braille voluntaria, y puso libros a disposición de los ciegos.
Gran parte de la historia familiar anterior se puede encontrar en las memorias de Lightman, Screening Room.
Desde muy temprana edad, a Lightman le interesaron tanto la ciencia como las artes. Mientras que en la escuela secundaria, comenzó proyectos de ciencia independientes y escribiendo poesía. Su combinación de talentos en ciencia y escritura creativa llamó la atención cuando ganó ferias de ciencia de la ciudad y del estado, así como la competencia de escritura creativa a nivel estatal del premio del Consejo Nacional de Maestros de Inglés.  Se graduó de White Station High School en Memphis. Lightman recibió su licenciatura en física de la Universidad de Princeton  en 1970, magna cum laude, donde fue Phi Beta Kappa y ganó el Premio Kusaka Memorial en Física por su tesis de graduación.
En 1976, Lightman se casó con Jean Greenblatt (ahora llamada Jean Lightman), una pintora y la primera mujer presidenta del Gremio de Artistas de Boston en los más de 100 años de historia de esa organización. . Alan y Jean tienen dos hijas, Elyse y Kara.

## Carrera temprana
Lightman obtuvo su doctorado en física teórica del Instituto de California de Tecnología en 1974, donde recibió una beca pre-doctoral de la Fundación Nacional de Ciencias. Su asesor de tesis fue el relativista Kip Thorne, quién ganó el 2017 premio Nobel en física. De 1974 a 1976, Lightman fue becario postdoctoral en astrofísicas en la Universidad Cornell.  Se convirtió en profesor asistente de astronomía en la Universidad de Harvard desde 1976 hasta 1979 y desde 1979 hasta 1989 en científico investigador en el Harvard-Smithsonian Centro para Astrofísicas. En 1989, Lightman fue nombrado profesor de ciencia y escritura y profesor titular de física en el Instituto de Tecnología de Massachusetts (MIT). Fue el primer profesor en MIT en recibir una cita conjunta en ciencias y humanidades. En 1995, fue nombrado Profesor John Burchard de Humanidades en el MIT, cargo que renunció en 2002 para tener más tiempo para escribir. A fines de la década de 1990, Lightman presidió un comité en el MIT que estableció un nuevo requisito de comunicación que requiere que cada estudiante universitario tenga un curso de escritura y expresión oral cada uno de sus cuatro años en el MIT. Actualmente enseña en el Instituto de Tecnología de Massachusetts como profesor de Práctica de las Humanidades.

## Trabajo científico
En su trabajo científico, Lightman ha hecho contribuciones fundamentales a la teoría de procesos astrofísicos bajo densidades y temperaturas extremas. En particular, su investigación se ha centrado en la teoría de la gravitación relativista, la estructura y el comportamiento de los discos de acreción, dinámica estelar, los procesos radiativos , y los plasmas relativistas. . Algunos de sus logros significativos son su descubrimiento, con Douglas Eardley, de una inestabilidad estructural en los discos orbitales de materia, llamados discos de acreción, que se forman alrededor de objetos condensados masivos como los agujeros negros, con una amplia aplicación en astronomía; su prueba; con David L. Lee, que todas las teorías gravitacionales que obedecen el Principio de Equivalencia Débil (el hecho comprobado experimentalmente de que todos los objetos caen con la misma aceleración en un campo gravitacional) deben ser teorías métricas de la gravedad, es decir, deben describir la gravedad como una distorsión geométrica de tiempo y espacio; sus cálculos, con Stuart Shapiro, de la distribución de estrellas alrededor de un agujero negro masivo y la tasa de destrucción de esas estrellas por el agujero; su descubrimiento, independientemente de Roland Svensson de Suecia, del comportamiento térmico negativo de los plasmas térmicos calientes ópticamente delgados dominados por pares electrón-positrón, es decir, el resultado de que la adición de energía a los gases calientes delgados hace que su temperatura disminuya más allá del aumento;  y su trabajo sobre procesos de radiación inusuales, como la dispersión Compton inversa insaturada, en medios térmicos, también con amplia aplicación en astrofísica. Sus artículos de búsqueda han aparecido en Revisión Física, El Astrophysical Revista, Revisiones de Física Moderna, Naturaleza, y otras revistas. En 1990 presidió el panel de ciencia la Academia Nacional de Astronomía de Ciencias y Comité de Encuesta de la Astrofísica. Él es un expresidente de la División de Alta Energía de la Sociedad Astronómica americana.

## Trabajo literario
En 1981, Lightman comenzó a publicar ensayos sobre la ciencia, el lado humano de la ciencia y la "mente de la ciencia", comenzando con el Smithsonian y pasando a Science 82, The New Yorker, y otras revistas. Desde entonces, los ensayos, la ficción corta y las reseñas de Lightman también han aparecido en The American Scholar, El Atlántico Mensual, Boston Review, Dædalus, Discover, Exploratorium, Granta, la revista de Harper, Revista de Harvard, Inc Tecnología, Nautilus, Naturaleza, La Revisión de Nueva York de Libros, The New York Times, "Salon",
Ciencia 86, Las Ciencias, Historia, Revisión de Tecnología, y Monitor Mundial.
La novela de Lightman, Einstein's Dreams, fue un éxito de ventas internacional y se ha traducido a treinta idiomas.  Más de cien producciones independientes de teatro, danza, video y música se han basado en los sueños de Einstein en todo el mundo. El libro fue finalista para el premio PEN New England / Boston Globe Winship Award de 1994. Los sueños de Einstein fueron también la selección de marzo de 1998 para el Club de libros "Talk of the Nation" de National Public Radio.  La novela se ha utilizado en numerosos colegios y universidades, en muchos casos para adopciones universitarias en programas de "libros comunes". La novela de Lightman, The Diagnosis, fue finalista para el National Book Award 2000 en ficción y fue adoptada por profesores de secundaria de inglés de nivel avanzado. En 2007, Lightman lanzó su novela, Ghost, un examen de las dicotomías del mundo físico y el mundo espiritual, el escepticismo y la fe, lo natural y lo sobrenatural, y la ciencia y la religión.  Su novela Mr g, publicada en 2012, es la historia de la creación contada por Dios. El señor g ha sido recientemente adaptado para el escenario por Wesley Savick.
En 2009, Lightman publicó su primer volumen de poesía, una narración en verso titulada "Canción de dos mundos". Los ensayos de Lightman sobre ciencia han aparecido con frecuencia en las antologías de la mejor redacción científica del año. Su ensayo "The Accidental Universe", fue elegido por el New York Times como uno de los mejores ensayos del año para 2011, al igual que su ensayo "¿Qué llegó antes del Big Bang?" publicado en 2014. Su libro The Accidental Universe fue elegido por Brainpickings como uno de los diez mejores libros de 2014. Su libro Screening Room, una memoria ligeramente ficticia, fue elegido por el Washington Post como uno de los mejores libros del año. Sus libros más recientes son In Praise of Wasting Time, y In Search of Stars en una isla en Maine, sobre la forma en que la religión y la ciencia difieren en sus métodos y en su enfoque de la verdad.

## La Fundación Harpswell y el Trabajo para Promover a las Mujeres Líderes.
Lightman hizo su primer viaje al sudeste asiático, a Camboya. Allí conoció a una abogada camboyana llamada Veasna Chea, quien le dijo que cuando ella iba a la universidad en Phnom Penh a mediados de la década de 1990, ella y un puñado de alumnas vivían debajo del edificio de la universidad, en el espacio de dos metros entre el parte inferior del edificio y el barro, porque no había vivienda para las estudiantes universitarias. Los estudiantes varones podían vivir en las pagodas budistas o alquilar habitaciones de manera segura, pero esas opciones no estaban disponibles para las estudiantes. Lightman y Chea juntos concibieron la idea de un dormitorio para estudiantes universitarias en Phnom Penh. Lightman recaudó el dinero para construir la instalación, que se completó en 2006, la primera instalación de este tipo en el país. Durante este trabajo, Lightman fundó la Harpswell Fundación Archivado el 3 de septiembre de 2018 en Wayback Machine., una organización sin fines de lucro cuya misión es promover una nueva generación de mujeres líderes en el sudeste asiático. Harpswell se financia con donaciones de particulares, fundaciones y corporaciones. Harpswell ahora opera dos dormitorios y centros de liderazgo en Phnom Penh. Además de proporcionar alojamiento, alimentos y atención médica gratuitos, el centro brinda a las mujeres jóvenes un programa riguroso interno en habilidades de liderazgo y pensamiento crítico (que toman en las noches y los fines de semana cuando no asisten a sus clases universitarias regulares). El programa interno incluye instrucción en inglés, conocimientos de computación, debate, redacción analítica, estudios comparativos de genocidio, estrategias para el compromiso cívico, capacitación en liderazgo y discusión y análisis de eventos nacionales e internacionales. Después de sus primeros dos años de operación, los estudiantes de Harpswell fueron los primeros en su clase en la mayoría de las principales universidades de Camboya. A partir de otoño de 2018, el programa de Camboya tiene aproximadamente 160 graduados y aproximadamente 76 estudiantes actuales. En promedio, los graduados de Harpswell ganan entre cinco y diez veces el salario de una mujer camboyana promedio y ahora están avanzando a posiciones de liderazgo como gerentes de proyectos en ONG, abogados, empresarias, periodistas, ingenieros, trabajadores de la salud, maestros y profesores, personal del gobierno y los banqueros.
En 2017, Harpswell lanzó un nuevo programa de liderazgo para mujeres jóvenes profesionales de los diez países del sudeste asiático: Laos, Myanmar, Tailandia, Vietnam, Camboya, Malasia, Filipinas, Indonesia, Singapur y Brunéi, además de Nepal. El programa consiste en un intenso programa de verano de dos semanas en Penang, Malasia, con conferencias y talleres sobre pensamiento crítico, participación cívica, geografía y sociedad del sudeste asiático, tecnología y comunicación, y cuestiones de género. El programa tiene un total de 25 participantes cada año, que viajan a Penang desde sus respectivos países. También estamos desarrollando una fuerte asociación de alumnas. Más información está disponible en el sitio web de la Harpswell Fundación Archivado el 3 de septiembre de 2018 en Wayback Machine..

## Otras Actividades
En 2002, Lightman y el dramaturgo Alan Brody lanzaron un salón mensual de científicos y artistas teatrales del área del gran Boston para discutir cuestiones de interés mutuo para científicos y artistas. El salón funcionó durante diez años, de los cuales se creó Catalyst Collaborative en MIT, una asociación entre MIT y el Teatro Central Square en Cambridge. La Colaborativa ha creado y patrocinado una serie de nuevas obras que abarcan la cultura de la ciencia. Lightman sirve como uno de sus directores.
En 2015, Lightman fue nombrado miembro del Consejo Internacional de Asesores de la Universidad Asiática para Mujeres. También está en la Junta de Asesores de la Fuente Primaria, una organización sin fines de lucro que trabaja para aumentar la conciencia global en los estudiantes de secundaria en Massachusetts. Está en el Consejo Editorial de Undark, una revista en línea sobre ciencia y sociedad.

## Premios y honores
- Harvard Humanist Hub, ganador inaugural del Premio Humanismo en Literatura, 2017
- St. Botolph's Club of Boston, 2016 Distinguished Artist of the Year
- New York Times Sydney Award por los mejores ensayos de 2016, otorgado por "¿Qué pasó antes del Big Bang?" Harper's Magazine, enero de 2016
- Screening Room nombrada por el Washington Post como uno de los mejores libros de 2015
- New York Times Sydney Award por los mejores ensayos de 2011, otorgado por "The Accidental Universe", Harper's Magazine, diciembre de 2011
- Finalista para 2000 National Book Award en ficción por El diagnóstico.
- Finalista para el Premio del Libro de Massachusetts 2005 por A Sense of the Mysterious
- Premio de la American Association of American Publishers al mejor libro de ciencia de 1990 por Origins
- Luz literaria de la biblioteca pública de boston
- Doctorado Honorario de Letras del Bowdoin College en 2005
- Doctorado Honorario de Bellas Artes de la Facultad de Artes de Memphis en 2006
- Doctorado Honorario de Humanidades de la Universidad de Maryland, Baltimore País en 2006
- Doctorado Honorario en Letras Humanas de la Universidad de Massachusetts, Lowell en 2010
- Doctorado Honorario en Humanidades por la Universidad de Colgate en 2017
- Saludos de cumpleaños de Garrison Keillor en NPR, a partir de 2012
- Fellow, Academia Americana de Artes y Ciencias
- 1996 Andrew Gemant Premio del Instituto americano de Físicas para enlazar ciencia y las humanidades
- Premio de Alumnos Distinguidos del Instituto de Tecnología de California en 2003
- Medalla de artes distinguidas y humanidades para la literatura de la Germantown Arts Alliance of Tennessee en 2003
- Premio de ciencia y sociedad John P. McGovern 2006 de Sigma Xi
- Medalla de oro por el servicio humanitario a Camboya, otorgada por el gobierno de Camboya.